# Chuck Daigh
Pas d'image ? Cliquez ici
Chuck Daigh (né le 29 novembre 1923 à Long Beach en Californie - mort le 29 avril 2008) était un pilote automobile américain. Il a notamment participé à 3 Grands Prix du championnat du monde de Formule 1. Son nom reste associé à celui de la marque Scarab.

## Biographie
Vétéran de la Seconde Guerre mondiale au cours de laquelle il a servi sur le front européen, Chuck Daigh commence le sport automobile au début des années 1950 en tant qu'ingénieur mais également en tant que copilote notamment à l'occasion de la célèbre Carrera Panamericana à laquelle il participe de 1952 à 1954. Au milieu des années 1950, il commence également à prendre le volant et participe avec un certain succès à plusieurs épreuves en catégorie "sport".
En 1958, il rejoint en tant qu'ingénieur et pilote l'écurie Scarab de Lance Reventlow qui mène de front un projet en catégorie Sport tout en ambitionnant de s'attaquer au championnat du monde de Formule 1. Dès sa première saison chez Scarab, Daigh décroche plusieurs succès de prestige, notamment le Grand Prix des États-Unis à Riverside (alors disputé en "sport") où il s'impose face à plusieurs pilotes de classe mondiale. Cette victoire lui vaut d'être ponctuellement intégré à la Scuderia Ferrari lors des 12 heures de Sebring 1959, qu'il remporte en équipage avec Dan Gurney, Phil Hill et Olivier Gendebien. En 1959, il s'inscrit également aux 500 miles d'Indianapolis mais ne parvient pas à se qualifier.
Avec plusieurs mois de retard sur le programme initial, la Scarab de Formule 1 voit le jour au début de la saison 1960. Mue par un moteur placé à l'avant, elle est obsolète avant même d'avoir couru, au regard des Cooper et Lotus à moteur arrière qui révolutionnent la discipline depuis deux ans. Daigh et Reventlow font débuter la Scarab au Grand Prix de Monaco mais manquent largement leur qualification, à près de 7 secondes au tour du moins rapide des qualifiés. À Zandvoort, bien que qualifiées (grâce semble-t-il à une erreur de chronométrage) les Scarab se retirent avant la course à la suite d'un désaccord avec l'organisateur sur les primes d'engagement et font leur retour en Belgique où Daigh parvient à se qualifier en milieu de grille. Il est victime d'une casse moteur dès le 16e tour alors qu'il se bagarre pour la 11e place. Après un nouveau forfait en France à la suite de deux casses moteur, Scarab décide d'arrêter les frais. Daigh réussit à obtenir le volant d'une Cooper officielle lors du British Grand Prix à Silverstone, mais sa participation s'achève sur un abandon. En fin de saison, à l'occasion du Grand Prix des États-Unis, Daigh parvient à convaincre Lance Reventlow d'inscrire à nouveau la Scarab. Cette ultime apparition se solde par le meilleur résultat de Daigh et du constructeur américain en championnat du monde: une 10e place, à 5 tours du vainqueur Stirling Moss.
En 1961, la nouvelle réglementation en vigueur dans le championnat du monde exclut de fait les Scarab et leur moteur 2,4l. Elles trouvent néanmoins refuge en "Formule Intercontinentale", catégorié créée spécialement pour les F1 de l'ancienne génération. Daigh participe ainsi à plusieurs épreuves en Europe, notamment l'International Trophy de Silverstone qu'il termine en 7e position. Il connaît moins de réussite lors du British Empire Trophy au cours duquel il se fracture le bassin à la suite d'un violent accident.
À partir de 1962, les chemins de Daigh et de Scarab se séparent. Avant de prendre sa retraite sportive, Daigh participe encore à plusieurs courses en catégorie "sport" ainsi qu'en monoplace dans le championnat USAC avec notamment une victoire à Mosport en 1963 sur une Lotus 19 engagée par l'écurie Arciero Brothers.

## Résultats en championnat du monde de Formule 1
| Saison | Écurie                                       | Châssis              | Moteur                              | Pneus  | GP disputés | Points inscrits | Classement |
| ------ | -------------------------------------------- | -------------------- | ----------------------------------- | ------ | ----------- | --------------- | ---------- |
| 1960   | Reventlow Automobiles Inc Cooper Car Company | Scarab F1 Cooper T51 | Scarab 4 en ligne Climax 4 en ligne | Dunlop | 3           | 0               | n.c.       |